# Campionato italiano di pugilato Elite femminile
Il Campionato italiano di pugilato Elite femminile è la massima competizione pugilistica dilettantistica Italiana, organizzata dalla FPI e riservata ai pugili dilettanti. Le atlete vincitrici si fregiano del titolo di campionesse d'Italia dilettanti.

## Albo d'oro
| Anno | Luogo                     | 46 kg                | 48 kg             | 50 kg            | 51 kg             | 52 kg           | 54 kg          | 57 kg              | 60 kg            | 63 kg              | 64 kg        | 66 kg         | 69 kg                | 75 kg             | 81 kg            |
| ---- | ------------------------- | -------------------- | ----------------- | ---------------- | ----------------- | --------------- | -------------- | ------------------ | ---------------- | ------------------ | ------------ | ------------- | -------------------- | ----------------- | ---------------- |
| 2002 | Spoleto (PG)              |                      | Rinaldi T.        |                  | Scarelli M.       |                 | Marzia Davide  | Cannizzaro A.      | Russo C.         | Emanuela Marcenaro |              |               |                      |                   |                  |
| 2003 | Roma (Ostia)              |                      | Tosti L.          | Simona Galassi   |                   | Locatelli S.    |                | Antonella Bellandi | Emanuela Pantani |                    |              | Masiero E.    |                      |                   |                  |
| 2004 | Sassoferrato (AN)         | Caligiuri A.         | Tosti L.          | Simona Galassi   |                   | Loredana Piazza | Conti G.       | Giacoma Cordio     | Emanuela Pantani |                    |              |               |                      |                   |                  |
| 2005 | S. Nicola la Strada (CE)  | Chiacchio C.         |                   | Simona Galassi   |                   | Loredana Piazza | Galati V.      | Emanuela Pantani   | Cottone R.M.     |                    |              | Patrizia Pilo |                      |                   |                  |
| 2006 | S. Marinella (RM)         | Valeria Calabrese    | Tosti L.          | Simona Galassi   |                   | Loredana Piazza | Massagrande P. | Plazzoli B.        | Laura Tavecchio* | Gelsomina Morano   |              | Patrizia Pilo |                      |                   |                  |
| 2007 | Bellaria Igea Marina (RN) | Caligiuri A.         | Silvia La Notte   | Valeria Imbrogno |                   | Loredana Piazza | Galati V.      | Marzia Davide      | Elga Comastri    | Bernazzi M.        |              | Rosati A.     |                      |                   |                  |
| 2008 | Terni                     | Chiacchio C.         | Silvia La Notte   | Palumbo M.       |                   | Lucarno S.      | Giacoma Cordio | Conti G.           | Mirabelli S.     | Gelsomina Morano   |              |               |                      |                   |                  |
| 2009 | Roma                      | Valeria De Francesco | Valeria Calabrese |                  | Finocchio T.      |                 | Massagrande P. | Marzia Davide      | Romina Marenda   |                    | Bernazzi M.  |               | Corti J.             |                   |                  |
| 2010 | S. B. del Tronto (AP)     |                      | Silvia La Notte   |                  | Valeria Calabrese |                 | Giada Landi    | David V.           | Marzia Davide    |                    | Patti A.     |               | Tuccillo Castaldo V. | Patrizia Pilo     |                  |
| 2011 | Barge (CN)                | Marconi S.           |                   |                  | Valeria Calabrese |                 | Ciminiello A.  | Verrecchia M.      | Marzia Davide    |                    | Patti A.     |               | Silvia Bortot*       | Annalisa Ghilardi |                  |
| 2012 | Roseto Degli Abruzzi (TE) | Chiacchio C.         |                   |                  | Valeria Calabrese |                 | Gordini T.     | Marzia Davide      | Romina Marenda   |                    | Sara Corazza |               | Patrizia Pilo        | Annalisa Ghilardi |                  |
| 2013 | Padova                    | Valeria Calabrese    |                   |                  | Gordini T.        |                 | Magno E.       | Marzia Davide      | Romina Marenda   |                    | Patti A.     |               | Alessia D'Addario    | Monacelli F.      | Flavia Severin   |
| 2014 | Roma (Ostia)              | Valeria Calabrese    |                   |                  | Gordini T.        |                 | Cipollone D.   | Kusiak D.          | Alessia Mesiano  |                    | Alberti V.   |               | Francesca Amato      | Mazzotta          | Forzano          |
| 2015 | Roseto Degli Abruzzi (TE) | Silva                |                   |                  | Gordini T.        |                 | Cipollone D.   | Verrecchia M.      | Romina Marenda   |                    | Sara Corazza |               | Carmela Donniacuo    | Flavia Severin    | Gelsomina Morano |
| 2016 | Bergamo                   | Roberta Bonatti      |                   |                  | Mostarda          |                 | DeLaurenti     | Marzia Davide      | Irma Testa       |                    | Alberti V.   |               | Angela Carini        | Floridia M.       | Flavia Severin   |
| 2017 | Gorizia                   | Roberta Bonatti      |                   |                  | Mostarda          |                 | DeLaurenti     | Alessia Mesiano    | Irma Testa       |                    | Martusciello |               | Floridia M.          | Angela Carini     | Paoletti         |